# Ivo Kurtini
Ivica Kurtini dit Ivo (né le 23 juin 1922 à Fiume dans l'État libre de Fiume et mort le 12 septembre 1990) est un joueur de water-polo yougoslave, vainqueur d'une médaille d'argent olympique en 1952 à Helsinki.